# Várakozó asszonyok
A Várakozó asszonyok (Kvinnors väntan) egy 1952-ben bemutatott Ingmar Bergman által rendezett komédiai elemeket is felvonultató svéd filmdráma.
A filmben nők beszélnek kapcsolatukról, ami visszaemlékezés formájában jelenik meg a filmvásznon. A film műfaja alapvetően dráma, habár a legemlékezetesebb része a vicces liftes jelenet Gunnar Björnstrand és Eva Dahlbeck között. Ez a jelenet volt Bergman első komédiai próbálkozása is egyben, később a rendező úgy nyilatkozott, hogy annál a jelenetnél tudatosodott benne, hogy vígjátékot is tudna írni – amit sikeresen bebizonyított néhány évvel később a Szerelmi leckével (1954) és az Egy nyáréjszaka mosolyával (1955) – és az elkövetkező komédiai forgatókönyveit nagyban inspirálta.

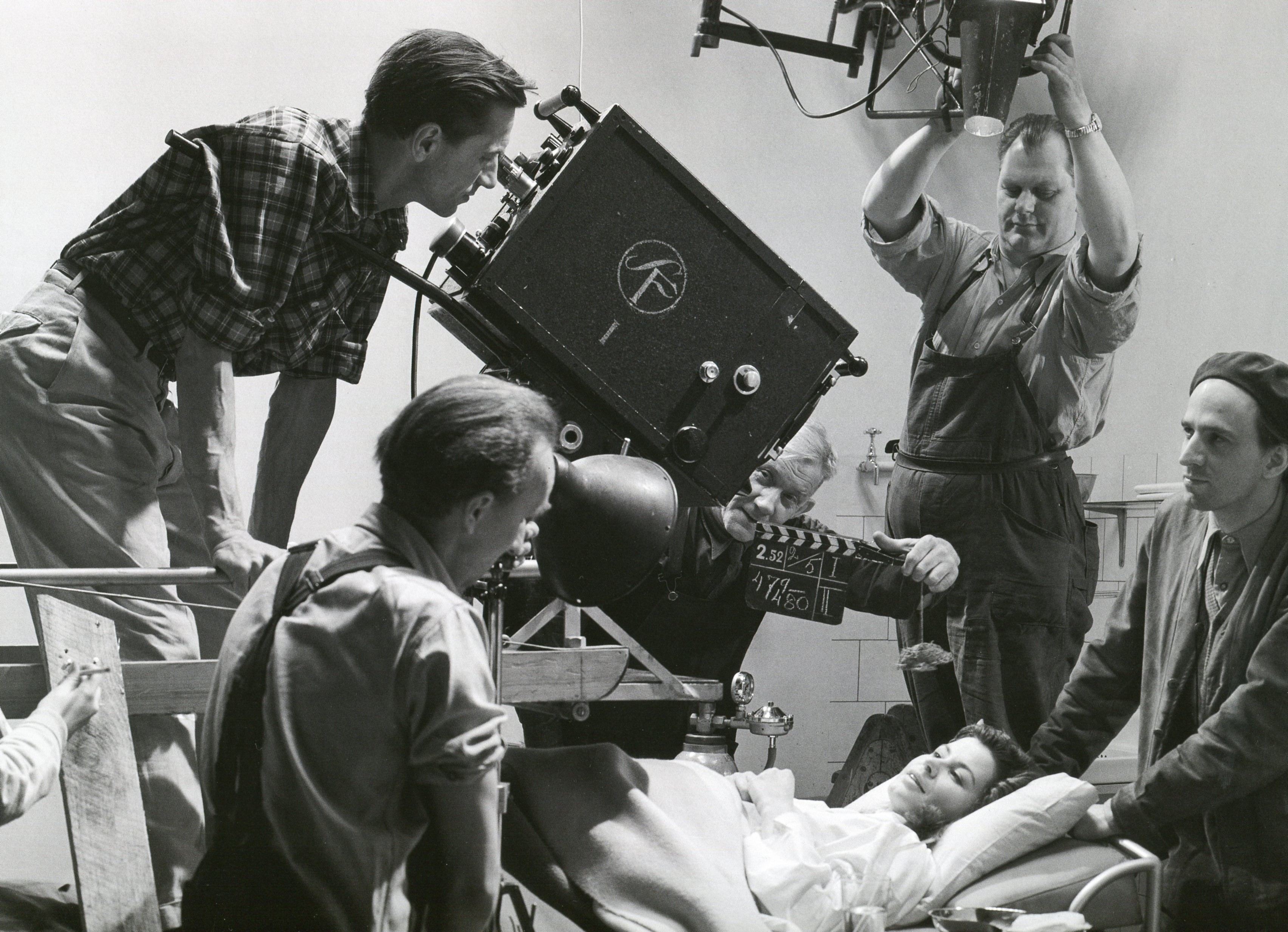
Forgatási jelenet Maj-Britt Nilssonnal, Bergman a jobbszélen

## Szereposztás
| Színész            | Karakter         |
| ------------------ | ---------------- |
| Anita Björk        | Rakel            |
| Eva Dahlbeck       | Karin            |
| Maj-Britt Nilsson  | Marta            |
| Birger Malmsten    | Martin Lobelius  |
| Gunnar Björnstrand | Fredrik Lobelius |
| Jarl Kulle         | Kaj              |
| Karl-Arne Holmsten | Eugen Lobelius   |
| Aino Taube         | Annette          |
| Håkan Westergren   | Paul Lobelius    |
| Gerd Andersson     | Maj              |
| Björn Bjelfvenstam | Henrik Lobelius  |
| Naima Wifstrand    | Lobeliusné       |

## Fordítás
- Ez a szócikk részben vagy egészben  a   Secrets_of_Women című angol Wikipédia-szócikk fordításán alapul.  Az eredeti cikk szerkesztőit annak laptörténete sorolja fel. Ez a jelzés csupán a megfogalmazás eredetét és a szerzői jogokat jelzi, nem szolgál a cikkben szereplő információk forrásmegjelöléseként.